# Phare de Chipiona
Le phare de Chipiona est un phare situé sur Punta del Perro dans la commune de Chipiona  en Andalousie (Province de Cadix), en Espagne. 
Il est géré par l'autorité portuaire du port de Séville .

## Histoire
Ce phare est une tour en pierre haute de 63 m, avec galerie et lanterne.  C'est le plus grand phare d'Espagne et l'un des vingt plus hauts « phares traditionnels » du monde. Il est situé à 6 km de l'embouchure du Guadalquivir et sert de feu d'atterrage pour Séville.
Identifiant : ARLHS : SPA-301 ; ES-09180 - Amirauté : D2351 - NGA : 3880.